# Облик (планина)
Планина Облик je вулканска планина која се налази на југу Србије, северно од Врања, са највишом тачком на 1310 метара надморске висине. Облик је део великог масива који укључује Селичевицу, Кукавицу и Грот. Насупрот ње налази се планина Свети Илија.